# ウジェーヌ＝エドゥアール・モノー
ウジェーヌ＝エドゥアール・モノー（Eugène-Édouard Monod、1871年6月16日-1929年11月9日）はスイスの男性建築家。
1912年のストックホルムオリンピックの芸術競技の建築部門にアルフォンス・ラヴリールとともに出場し、"Building plan of a modern stadium"で金メダルを獲得した。